# Semiosfera
Semiosfera je semantički koncept i model, koji je 1982. godine osmislio Jurij Lotman. Semiosfera predstavlja sferu u kojoj je moguća semioza, proces stvaranja značenja i smisla. Danas se koncept primenjuje u mnogim poljima, uključujući discipline kao što su kulturalna semiotička analiza, biosemiotika, zoosemiotika, geosemiotika i druge. Lotman je ovaj proces detaljno opisao u svojoj knjizi Univerzum uma: Semiotička teorija kulture (1990).

## Diskusije
Jurij Lotman, semiotičar sa Univerziteta u Tartuu, u Estoniji, bio je inspirisan terminima Vernadskog biosfera i noosfera, te je skovao termin semiosfera, model koji se javlja u trenutku komunikacije između dva Umvelta (opažajne i komunikacione sfere dva različita entiteta). Kasnije, Jesper Hofmejer je razvio koncept dalje, predlažući ideju da će zajednica organizama koja okupira jednu semiosferu, stvoriti "semiotičku nišu". To znači da semiosfera može biti delimično nezavisna od Umvelta. Kalevi Kul smatra da ovo viđenje nije konzistentno sa prirodom semioze, koja može biti samo proizvod ponašanja organizama u određenom okruženju. Organizmi su ti koji stvaraju znakove koji postaju konstitutivni delovi semiosfere. To dakle nije adaptacija u postojeće okruženje, već kontinuirano stvaranje novog okruženja. Kul veruje da je samo moguće prihvatiti Hofmejerov stav kao analogni koncept ekološke niše, kao što se tradicionalno koristi u biologiji, te da se zajednica razvija prema semiotičkom razumevanju procesa koji su odgovorni za stvaranje Umvelta.